# 魚返明未
魚返 明未（おがえり あみ、1991年6月5日 - ）は日本のジャズピアニスト。男性。東京都生まれ。

## 来歴
4歳からピアノを始める。1998年、東京学芸大学附属小金井小学校に入学。2004年、東京学芸大学附属小金井中学校に入学。2007年東京学芸大学附属高等学校に入学。モダンジャズ研究部に入部し、ジャズピアノに転向。
2013年4月 東京藝術大学音楽学部作曲科に入学。2015年7月、大学在学中に初リーダーアルバム『Steep Slope』をタワーレコード限定リリース。2016年8月、ファゴット奏者岡崎耕治のアルバムにて自作曲「2つの小品」を発表。
2017年3月 東京藝術大学音楽学部作曲科を卒業。
2018年10月 初のフルアルバム『はしごを抱きしめる』をリリース。
現在、魚返明未トリオ（高橋陸、中村海斗）、魚返明未＆井上銘（デュオ）、.Pushなど様々なバンドでライブ活動を展開すると同時に、映画音楽などの作曲活動も行なっている。
これまでにクラシックピアノを佐藤恵美、作曲を山口博史、森垣桂一、鈴木輝昭に師事。「Point de Vue vol.12」（2018年4月25日東京文化会館）で、「Switch On, Switch Off」を発表。「Point de Vue vol.16〜TRIO VENTUSを迎えて」（2023年4月19日東京文化会館）では、作曲したクラシック演奏家によるピアノ三重奏曲「Impose Nothing」を初演。
2022年2月、井上銘とのデュオアルバム『魚返明未&井上銘』をリリース。全国11か所のツアーを行う。

## ディスコグラフィー

### リーダー作品
- Steep Slope（2015.07）
- はしごを抱きしめる（2018.10）
- 魚返明未&井上銘（2022.02）

### 主な参加作品
- THE BON BONES『MELBA’S MOOD』（2014.11）
- .PUSH『Part 1』（2017.03）
- 中村恵介『HUMADOPE 2』（2019.07）
- .PUSH『ハイボールパーティー』（2019.08）
- 井上銘『OUR PLATFORM』（2020.02）
- gradate『うつろい』（2020.03）
- 竹村一哲『村雨／MURASAME』（2021.07）
- Ken's Trio + One『Silver Lining』（2021.09）
- .PUSH『New Promise』（2022.07）
- temp『temptation』（2022）

## 作曲活動
- 栞（2018年・榊原有佑監督）
- truth〜姦しき弔いの果て〜（2022年・堤幸彦監督）
- 僕らはみーんな生きている（2022年・金子智明監督）
- 白鍵と黒鍵の間に（2023年・冨永昌敬監督）

以下は部分参加
- ザ・ファブル 殺さない殺し屋（2019・江口カン監督）
- サマーフィルムにのって（2020・松本壮史監督）

## 人物のエピソード
- 初めて作曲したのは幼稚園の頃。小学校1年生の夏休みの自由研究では「オオムラサキ」「アサギマダラ」という蝶の名前をつけた曲を提出した[1]。
- 父親は写真家の魚返一真[1]。
- 父親の影響で洋楽に接し、小学5、6年生のころにはドアーズや、ピンク・フロイド、スティーリー・ダンなどのキーボードがいて、ブルースの要素の強いバンドが好きだった。[1]
- 高校に進学するとジャズ研究会に入り、プレイヤーとなった。[1]
- ジャズ研の同級生にベーシストの手島甫がいる[1]。
- 高校3年生の時に、東京学芸大学ジャズ研究会主催のジャムセッションで、ギタリストの井上銘と出会った[1]。
- ドラマーの石若駿とも高校生の頃にジャムセッションで出会った[1]。
- 東京藝術大学作曲科へは3浪の後に合格。浪人中もライブハウスで「めちゃくちゃジャズをやってしまった」ことも浪人の理由だった[1]。
- 好きなミュージシャンを1人だけ挙げるなら、バド・パウエルと決めている[1]。

## リンク
- 魚返明未のスケジュール
- 魚返明未ツイッター